# Grégoire (chanteur)
Pour les articles homonymes, voir Grégoire.
Grégoire Boissenot dit Grégoire, né le 3 avril 1979 à Senlis (Oise), est un auteur-compositeur-interprète français révélé grâce au site internet My Major Company.
Son premier album Toi + Moi comporte 12 titres dont quatre ont fait l'objet de singles (Toi + Moi, Rue des étoiles, Ta main, Nuages). Avec plus d'un million d'exemplaires écoulés, il devient disque de diamant et remporte la première place des ventes d'albums en France pour l'année 2009.

## Biographie

### Famille et origines
À l'âge de 8 ans, son frère aîné l'initie au piano, avec des morceaux tels que Let It Be, Imagine ou Your Song.
Il est le quatrième d'une fratrie de quatre garçons, dont l'aîné décède accidentellement à 33 ans le 4 décembre 2002 et le troisième se suicide à 32 ans le 29 janvier 2007.
Il fait ses études à Senlis au lycée Saint-Vincent. Grégoire est titulaire d'une licence en langues étrangères appliquées (LEA) anglais et allemand.

### Carrière musicale
Grégoire s'inscrit sur le site My Major Company le 20 décembre 2007 et atteint le 15 février 2008 les 70 000 euros alors requis pour la production de son album. Il devient ainsi le premier artiste produit par le public en France grâce à ses 347 producteurs, dont les contributions s'élèvent de 10 € (mise minimale) à 6 020 €.
Son premier single Toi + Moi sort au début de l'été 2008. Le clip met en scène l'artiste avec une soixantaine de ses producteurs. L'album Toi + Moi sort le 22 septembre 2008 et restera plus de deux ans dans le Top 30 des meilleures ventes d'albums. Après avoir suivi tout l'avancement de l'album, ses producteurs ont perçu des gains sur les ventes de Toi + Moi. L'opus s'étant écoulé à plus de 1 200 000 exemplaires, leur rémunération a atteint près de 20 fois leur mise initiale,. Le deuxième single, Rue des étoiles, commence à être diffusé en novembre 2008, suivi de Ta main (dédié à ses deux frères décédés) et Nuages, dont le clip retrace la tournée « Vous + moi » du chanteur. Un titre présent dans cet album est adressé à ses producteurs.
Son second album, Le Même Soleil, quadruple disque de platine, également produit par My Major Company, sort le 15 novembre 2010, écoulé à plus de 400 000 exemplaires, couplé au lancement du single Danse. Soleil, un hymne d'égalité, en sera le deuxième extrait.

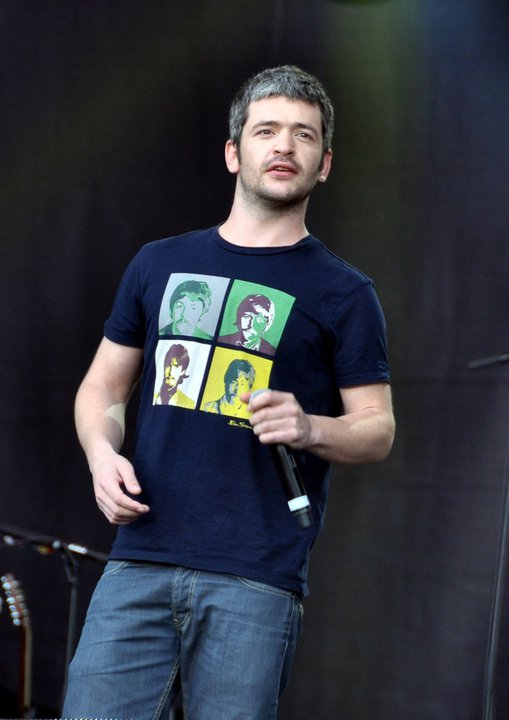
Grégoire en concert le 14 juillet 2011.

En avril 2011, Grégoire interprète la chanson Je commence à comprendre pour la bande originale du film Titeuf. Toujours en 2011, il chante La Promesse, en duo avec Jean-Jacques Goldman, extraite elle aussi de son album Le même soleil.
En 2012, il compose et coécrit la chanson Encore un autre hiver avec Jean-Jacques Goldman pour Les Enfoirés.
En avril 2013, il compose et dirige l'album Thérèse, vivre d'amour, disque de platine vendu à plus de 150 000 exemplaires, une mise en musique des poèmes de sainte Thérèse de Lisieux interprété par Grégory Turpin et personnalités dont Natasha St-Pier qui porte le projet. Il participe au single caritatif Je reprends ma route en faveur de l'association Les voix de l'enfant.
Le 16 septembre 2013, sort son 3e album Les roses de mon silence, lui aussi disque de platine avec plus de 150 000 exemplaires vendus. Il est composé de 17 titres dont Si tu me voyais, Coup du sort, et Dis-moi. L'album est plus intime et varié que les précédents. Un des titres présents sur cet album, Capricieuse, était écrit pour une chanteuse, mais Grégoire a préféré le chanter lui même, trouvant peut-être que cela donnerait un album plus différent que les premiers.
Le 2 mars 2015, sort un album hommage à Jean Ferrat, Des airs de liberté, sur lequel Grégoire interprète Tu aurais pu vivre. Le 11 mai 2015, sort Poésies de notre enfance, son 4e album, où Grégoire met en musique les poésies de Jean de La Fontaine, Robert Desnos, Luc Bérimont, Philippe Soupault, Maurice Carême, Véronique Colombé, Pierre Ruaud, Carl Norac, Émile Verhaeren et Théodore de Banville. Le premier single a pour titre Les points sur les i.
En 2017, il compose et coécrit C'est juste une petite chanson avec MC Solaar pour Les Enfoirés. Le 24 novembre 2017, sort son cinquième album, À écouter d'urgence, porté par les titres C'est quand ?, Mes enfants, Si tu m'emmènes et Une lettre.
En 2018, Grégoire est choisi pour composer la comédie musicale Bernadette de Lourdes écrite par Lionel Florence et Patrice Guirao, inspirée de la vie de Bernadette Soubirous. Le 21 décembre 2018, il sort un double album, Expériences, uniquement en digital (un album avec 10 chansons électro et un album avec 8 chansons piano-voix) incluant Chanson pour un enterrement.
Le 15 mars 2019 sort l'EP de l'artiste Mary, Beginning, avec 5 titres en anglais écrits et composés par Grégoire, dont le titre Time. L'EP sera lauréat du concours du magazine Sound on Sound et des studios Abbey Road de Londres.
L'album studio sort le 19 avril 2019. Le spectacle se joua Lourdes à compter du 1er juillet 2019 puis à travers toute la France.
Le 22 mars 2020, Grégoire publie, à l'occasion du confinement causé par la pandémie de Covid-19, une nouvelle chanson, Dans quelque temps ça ira mieux (Lalala), et sort un clip fait d'images des fans le 27 mars. Quelques semaines plus tard, toujours durant le confinement, sort une autre chanson du nom de Profs destinée aux enseignants.
Le 28 janvier 2022 Grégoire est de retour avec un nouvel album Live au studio 1719 qui reprend 12 titres publiés sur sa chaîne YouTube pendant plusieurs semaines (playlist live au studio 1719). Sur cet album on retrouve, des reprises d'anciennes chansons et 4 inédites dont Je te souhaite une bonne année qui sera traduite dans plusieurs langues (anglais, espagnol, grec…) et partagée partout à travers le monde. Pour ce retour Grégoire annonce également un concert le 12 mars 2022 à Hem près de Lille.
Le 3 février 2023, il donnera un nouveau concert intimiste, à l'image du concert de Hem le 12 mars 2022 ; à Franconville, dans le Val d'Oise.
Le 16 juin 2023, est annoncé, le nouveau single de Grégoire, intitulé Vivre.
Une version acoustique est disponible le 30 juin.
En 2024, une tournée de quelques dates s'est déroulée dont 3 dates au Café de la Danse à Paris.
Les 27, 28 et 29 mars 2025, Grégoire se produira à nouveau, sur scène; à La Nouvelle Eve; un cabaret parisien. La date du 29 mars est affiché "complet".

### Engagement
Grégoire est candidat à Senlis (Oise) aux élections municipales de 2014 sur la liste de Pascale Loiseleur (sans étiquette), maire sortante. Il s'est volontairement placé en position non éligible (28e sur 33).
Il devient finalement conseiller municipal de la ville de Senlis à la suite de la démission d'un conseiller (Martin Battaglia) en 2017 et siège à son premier conseil municipal le 27 janvier 2017. Il décide de ne pas renouveler son mandat pour les élections municipales de 2020 pour pouvoir se concentrer sur sa famille et sa carrière artistique.

### Vie privée
Grégoire se marie le 25 août 2012 avec Éléonore de Galard. Ils ont eu deux enfants ensemble : Paul né le 19 novembre 2012, et Léopoldine née le 17 septembre 2014.

## Discographie

### Albums studios
- 2008 : Toi + Moi
- 2010 : Le Même Soleil
- 2013 : Les roses de mon silence
- 2015 : Poésies de notre enfance
- 2017 : À écouter d'urgence
- 2018 : Expériences
- 2024 : Vivre

### Album live
- 2022 : Live au studio 1719

### Singles
- 2008 : Toi + Moi
- 2009 : Rue des étoiles
- 2009 : Ta main
- 2009 : Nuages
- 2010 : Danse
- 2011 : Soleil
- 2011 : La promesse (en duo avec Jean-Jacques Goldman)
- 2011 : On s'envolera
- 2011 : Lâche
- 2013 : Si tu me voyais
- 2013 : Coup du sort
- 2013 : Dis moi
- 2015 : Les points sur les i
- 2015 : Liberté
- 2017 : C'est quand
- 2017 : Si tu m'emmènes
- 2017 : Une lettre
- 2017 : Mes enfants
- 2018 : Comme tous les voisins
- 2018 : Vegas
- 2018 : Connecté
- 2018 : Chanson d'amour
- 2018 : Pour toi
- 2019 : Pas les mots
- 2019 : Chanson pour un Enterrement
- 2019 : Dimanche
- 2019 : Mon Handicap
- 2020 : Dans quelque temps ça ira mieux (Lalala)
- 2020 : Profs
- 2021 : Je te souhaite une bonne année
- 2023 : Vivre
- 2023 : Seul dans la cour
- 2023 : Le monde est à nous

## Récompenses et nominations

### NRJ Music Awards
| Année | Travail nommé | Catégorie                       | Résultat   |
| ----- | ------------- | ------------------------------- | ---------- |
| 2009  | Grégoire      | Révélation française de l'année | Nomination |
| 2010  | Grégoire      | Artiste masculin francophone    | Nomination |
| 2010  | Toi+Moi       | Album français de l'année       | Nomination |
| 2011  | Grégoire      | Artiste masculin francophone    | Nomination |
| 2011  | Danse         | Chanson Francophone             | Nomination |

### Victoires de la musique
| Année | Travail nommé | Catégorie                                         | Résultat   |
| ----- | ------------- | ------------------------------------------------- | ---------- |
| 2010  | Grégoire      | Groupe ou artiste révélation du public de l'année | Nomination |

### Autres
| Année | Travail nommé            | Catégorie                   | Résultat |
| ----- | ------------------------ | --------------------------- | -------- |
| 2009  | Grégoire                 | Talent France Bleu          | Lauréat  |
| 2010  | Toi + Moi                | Disque de diamant           | Lauréat  |
| 2011  | Le même soleil           | Quadruple disque de platine | Lauréat  |
| 2013  | Les roses de mon silence | Disque de platine           | Lauréat  |

### Hommages
Le 19 juin 2014, au Salon du Timbre au Parc Floral de Vincennes, Grégoire a obtenu le trophée Marianne.
L'astéroïde (224027) Grégoire, découverte en 2005 par l'astronome suisse Michel Ory, lui rend hommage.

## Principaux concerts et émissions
2009

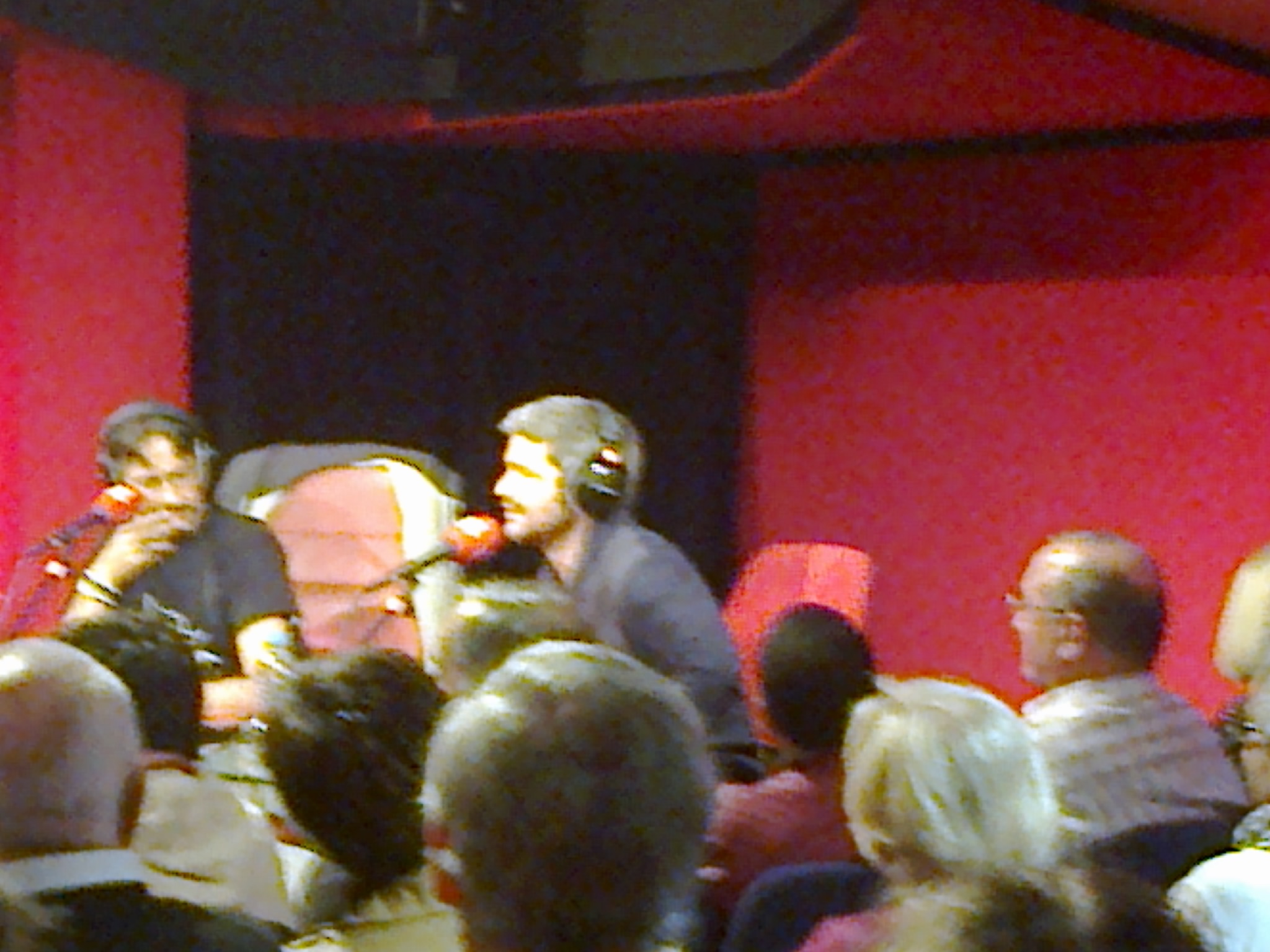
Grégoire aux Grosses Têtes le 7 octobre 2014.

Grégoire fait la première partie des concerts de Johnny Hallyday au Stade de France.
Après une tournée de concerts à guichets fermés dans toute la France, Grégoire assure deux concerts à l'Olympia en février 2010 auxquels il invite tous ses internautes-producteurs. Grégoire participe régulièrement aux concerts et émissions organisés pour des causes caritatives.
2010
- Janvier : Grégoire intègre la troupe des Enfoirés pour la tournée La Crise de nerfs.
- Octobre : concert 300 jours déjà au Zénith de Paris, retransmis en direct sur France 3, en soutien des deux journalistes de France Télévisions otages en Afghanistan.

2011
- Janvier : concerts des Enfoirés à Montpellier Dans l'œil des Enfoirés.
- 14 juillet : concert pour l'égalité sur le Champ de Mars à Paris.
- Octobre : première tournée des Zénith dans toute la France dont les 14 et 15 octobre au Zénith de Paris, et qui se clôt le 9 décembre au Casino de Paris.

2012
- 22 janvier : invité dans l'émission Star Académie diffusée sur TVA au Québec. Son titre Toi + moi est la chanson thème de l'émission.
- Février : concerts des Enfoirés à Lyon Le Bal des Enfoirés, pour lequel il a composé et coécrit la chanson "Encore un autre hiver" avec Jean-Jacques Goldman.
- Juillet : concert au Centre Bell les 20 et 21 juillet pour y chanter sa chanson avec les académiciens issus de la Star Académie 2012.
- 28 juillet : reprise de la chanson Toi + moi pour le rassemblement Vis tes Rêves ! des Scouts et Guides de France, rassemblant 17 000 personnes pour un jamboree 11-14 ans[12].

2013
- Janvier : concerts des Enfoirés La Boîte à musique des Enfoirés au Palais omnisports de Paris-Bercy.
- 6 novembre : concert de soutien aux journalistes otages en Syrie aux Folies Bergère. Grégoire interprète au piano La déclaration Universelle des droits de l'Homme.

2014
- Janvier : concerts des Enfoirés Bon anniversaire les Enfoirés au Zénith de Strasbourg du 15 au 20 janvier.
- du 2 octobre au 17 décembre Grégoire est en tournée pour des concerts assis principalement dans des théâtres. Il fait deux dates aux Folies Bergère les 14 octobre et 2 décembre.

2015
- Janvier : concerts des Enfoirés Sur la route des Enfoirés à l'Aréna de Montpellier du 22 au 26 janvier.

2016
- Janvier : concerts des Enfoirés  Au rendez-vous des Enfoirés AccorHotels Arena, Paris du 20 au 25 janvier.

2017
- Janvier : concerts des Enfoirés Mission Enfoirés Zénith de Toulouse du 18 au 23 janvier. Ce fut le dernier spectacle des Enfoirés auquel il participera.